# Tavčarjeva ulica (Ljubljana)
Tavčarjeva ulica (deutsch: Tavčargasse) ist der Name einer Straße in Ljubljana, der Hauptstadt Sloweniens, im Stadtteil Ajdovščina (Stadtbezirk Center). Sie ist benannt nach dem slowenischen Schriftsteller, Jurist und Politiker Ivan Tavčar (1851 bis 1923). 

## Geschichte
Die Tavčarjeva ulica hieß bis 1923 Gerichtsgasse/Sodnijska bzw. Sodna ulica nach dem Laibacher Justizpalast, an dem sie südlich vorbeiführt.

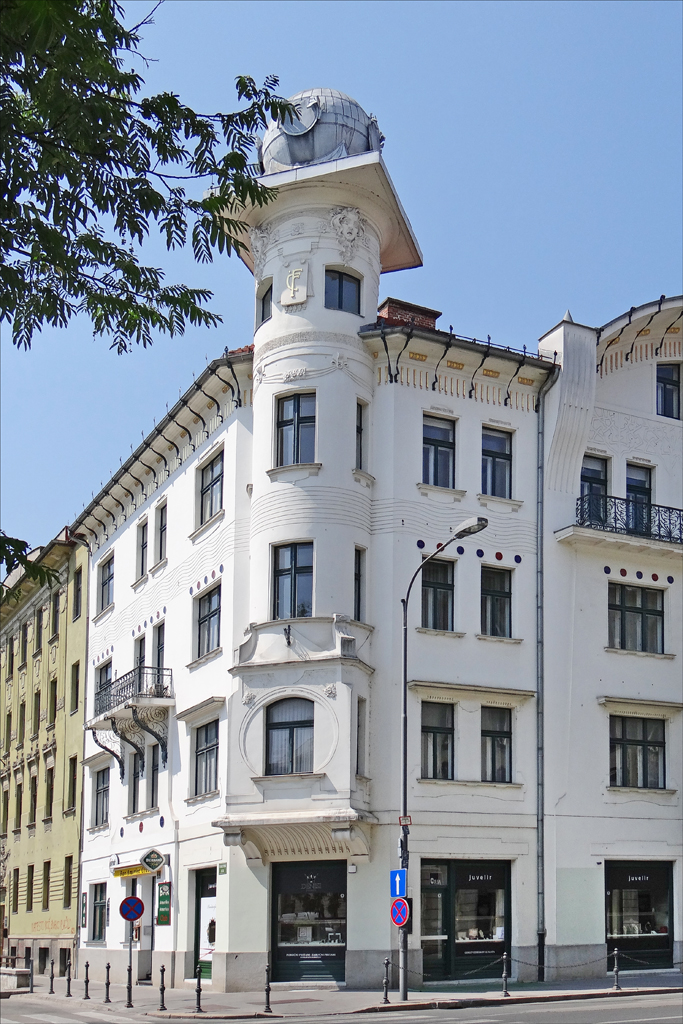
Čuden-Haus

## Lage
Die Straße beginnt an der Slovenska cesta und verläuft nach Osten bis zur Kolodvorska ulica.

## Abzweigende Straßen
Die Slovenska cesta berührt folgende Straßen und Orte (von Westen nach Osten): Cigaletova ulica, Miklošič-Park und Miklošičeva cesta.

## Bauwerke und Einrichtungen
Die wichtigsten Bauwerke und Einrichtungen von kulturellem Interesse entlang der Straße sind von Westen nach Osten:
- Jugendstil: Čuden-Haus[2]
- Justizpalast
- Miklošič-Park